# Aphelenchus mirzai
Aphelenchus mirzai är en rundmaskart. Aphelenchus mirzai ingår i släktet Aphelenchus och familjen Aphelenchidae. Inga underarter finns listade i Catalogue of Life.